# Ленінградський театральний інститут імені О. М. Островського
Ленінградський державний театральний інститут імені О. М. Островського — найвищий театральний навчальний заклад, який існував у Ленінграді у 1918—1961 роки.

## Історія
Інститут був заснований у 1918 році як Школа акторської майстерності. Керував школою Леонід Сергійович Вів'єн.
В 1962 інститут був об'єднаний з Ленінградським науково-дослідним інститутом театру, музики і кінематографії і отримав назву Ленінградський державний інститут театру, музики і кінематографії (ЛДІТМіК) (нині — Російський державний інститут сценічних мистецтв).

## Випускники
Див. Категорія:Випускники Ленінградського театрального інституту імені Олександра Островського